# Котлубай, Эдвард
Эдвард Котлубай (пол. Edward Kotłubaj; 1822, Вильно — 1879, Санкт-Петербург) — польский историк и инженер.

## Биография
Происходил из помещичьей семьи татарского происхождения, владельца поместий в Тракайском уезде Литовско-Виленской губернии. Учился в Санкт-Петербурге, в Главном инженерном училище, по окончании которого короткое время был военным инженером в Киеве.
В 1842 году поселился в деревне, занялся историей. С 1844 года проводил исторические исследования в Несвиже, где имел доступ к архиву и коллекциям картин. В 1857 году он опубликовал сборник копий портретов (в виде гравюр на дереве) вместе с описанием Несвижской галереи к семейным портретам Радзивиллов — «Galeryja nieświeska portretów Radziwiłłowskich opisana historycznie» (Вильно, 1857—1859). На основе ранее неизвестных материалов он составил и напечатал: «Odsiecz Smoleńska i pokòj polanowski» (Краков, 1858) и биографию: «Życie Janusza Radziwiłła».
В 1863 году принимал участие в постройке Путиловской железной дороги.
Скончался в Санкт-Петербурге в 1879 году. В рукописях остались его «Военная история Польши» — «Dzieje wojenne Polski» (до Собеского) и «Atlas genealogiczno-historyczny».
Наряду с Тадеушем Корзоном, Константином Горским и Фердинандом Куделкой его считают одним из основоположников польской военной историографии.
Был членом Геральдической академии в Пизе и Археологического общества во Львове.
От брака с Теодорой Лемешевской, у него родился в 1851 году сын Генрих — ветеринар и редактор сельскохозяйственных журналов. Ещё известен автор книги Железнодорожный мир (СПб.: тип. В. Авсеенко, 1890.) — Люциан Эдуардович Котлубай.